# ShadyXV
| Совокупная оценка       | Совокупная оценка |
| Источник                | Оценка            |
| ----------------------- | ----------------- |
| Metacritic              | 61/100            |
| Оценки критиков         |                   |
| Источник                | Оценка            |
| AllMusic                | [ 2 ]             |
| Entertainment Weekly    | B                 |
| Exclaim!                | 7/10              |
| HipHopDX                | [ 5 ]             |
| Knoxville News Sentinel | [ 6 ]             |
| The National            | [ 7 ]             |
| The New Zealand Herald  | [ 8 ]             |
| New York Daily News     | [ 9 ]             |
| The Plain Dealer        | B+                |
| Pitchfork               | 2/10              |

ShadyXV — вторая компиляция американского лейбла Shady Records, вышедшая на Shady Records и Interscope Records 24 ноября 2014 года. Это пятнадцатый релиз за пятнадцатилетнюю историю компании (что и отображено в названии), он содержит лучшие хиты её артистов, в частности Эминема, 50 Cent, Slaughterhouse, Bad Meets Evil, D12 и Yelawolf, а также новые треки.

## Релиз и продвижение
В июне 2014 Эминем начал использовать в твитах хештег «SHADYXV». В августе он надел футболку с фразой «Shady XV» на последнем шоу The Monster Tour в Детройте. 25 августа 2014 рэпер твитнул «Yes it’s official … #SHADYXV Black Friday», анонсировав выход в Чёрную пятницу, что выпадает на 28 ноября. В тот же день на сайтах исполнителя и лейбла появились официальные подробности проекта, было подтверждено включение в альбом таких композиций, как «In da Club» 50 Cent и «Lose Yourself» Эминема. 13 октября Эминем опубликовал на Instagram видео с описанием «Back to basics! Here’s the cover for #SHADYXV out 11/24», где показал обложку пластинки. На ней изображена чёрно-красная хоккейная маска, созданная Каззелом Инком, под двумя скрещенными бензопилами. Трек-лист обнародовали 29 октября. 22 ноября 2014 года американским артистом DJ Whoo Kid был представлен микстейп «Eminem Vs. DJ Whoo Kid: Shady Classics» со сниппетами треков, не вошедших в ShadyXV.

## Синглы
25 августа 2014 состоялась премьера первого сингла «Guts Over Fear». Премьера превью состоялась в трейлере фильма «Великий уравнитель», обнародованном 15 августа. 17 сентября был выпущен второй сингл «Till It's Gone» для европейского издания альбома. 4 ноября стал доступен трек «Y’all Ready Know» группы Slaughterhouse, 11 ноября — третий (четвёртый в европейском издании) сингл «Detroit Vs. Everybody» Эминема при участии Royce da 5'9", Big Sean, Danny Brown, Dej Loaf и Trick-Trick.

## Клипы
14 октября 2014 на видеохостинге YouTube стал доступен клип на сингл Yelawolf «Till It’s Gone». 3 ноября был представлен клип на второй (третий в европейском издании) сингл «Y’all Ready Know» исполнителя Slaughterhouse. 24 ноября 2014 года на YouTube на официальном канале Эминема EminemVevo был опубликован клип на трек Guts Over Fear. 23 января 2015 года на YouTube вышел клип на сингл Detroit Vs. Everybody.

## Список композиций
| №   | Название                                                                                                | Автор(ы) | Продюсер(ы)                                | Длительность |
| --- | --- | --- | ------------------------------------------ | ------------ |
| 1.  | «Shady XV» (Исполняет Эминем)                                                                           | Маршалл Мэтерс и Уильям Сквайер | Эминем                                     | 5:01         |
| 2.  | «Psychopath Killer» (Исполняют Slaughterhouse при участии Эминема и Yelawolf)                           | Доминик Уиклифф, Райан Монтгомери, Мэтерс, Луис Ресто, Майкл Эта, Мэтью Сэмуелс, Зейл Эпштейн, Бретт Крюгер, Дэниел Дейли и Джастин Смит | Boi-1da, The Maven Boys[a] и Just Blaze[a] | 5:19         |
| 3.  | «Die Alone» (Исполняют Эминем при участии Kobe)                                                         | Мэтерс и Ресто | Эминем и Луис Ресто[b]                     | 3:36         |
| 4.  | «Vegas» (Исполняет Bad Meets Evil)                                                                      | Мэтерс, Монтгомери и Ресто | Эминем и Ресто[b]                          | 5:36         |
| 5.  | «Y'All Ready Know» (Исполняет Slaughterhouse)                                                           | Уиклифф, Монтгомери, Джоэл Ортис, Джо Бадден и Кристофер Мартин                                                                          | DJ Premier                                 | 3:51         |
| 6.  | «Guts Over Fear» (Исполняют Эминем при участии Сии)                                                     | Мэтерс, Ресто, Эмиль Хейни, Джон Хилл и Сиа Фёрлер                                                                                       | Эмиль Хейни, Джон Хилл и Эминем[a]         | 5:01         |
| 7.  | «Down» (Исполняет Yelawolf)                                                                             | Эта, Клифтон Роджерс и Дон Никс | Conrad Clifton                             | 3:26         |
| 8.  | «Bane» (Исполняют Kon Artis, Свифти МакВей, Bizarre и Kuniva из D12)                                    | Денон Портер, Марвин О'Нил, Ондре Мур, Руфус Джонсон и Фон Карлайл                                                                       | Mr. Porter и Marv Won[a]                   | 4:24         |
| 9.  | «Fine Line» (Исполняет Эминем)                                                                          | Мэтерс и Ресто | Эминем и Ресто[b]                          | 5:07         |
| 10. | «Twisted» (Исполняют Скайлар Грей, Эминем и Yelawolf)                                                   | Мэтерс, Ресто, Эта, Холли Хаферманн и Херб Руни                                                                                          | Эминем и Ресто[b]                          | 4:59         |
| 11. | «Right for Me» (Исполняет Эминем)                                                                       | Мэтерс и Ресто | Эминем и Ресто[b]                          | 4:57         |
| 12. | «Detroit vs. Everybody» (Исполняют Эминем, Royce da 5’9", Биг Шон, Дэнни Браун, Dej Loaf и Trick-Trick) | Мэтерс, Монтгомери, Дея Тримбл, Дэниел Сьюэлл, Шон Андерсон, Патрик Бариль, Джеймс Браун, Питер Беверидж, Энди Джеймс и Джей. Тротти     | Statik Selektah и Эминем                   | 5:57         |

| №   | Название                              | Автор(ы)                                                 | Продюсер(ы) | Длительность |
| --- | ------------------------------------- | -------------------------------------------------------- | ----------- | ------------ |
| 13. | «Till It’s Gone» (Исполняет Yelawolf) | Эта, Уильям "WLPWR" Вашингтон, Майк Хартнетт и Мэтт Хейс | WLPWR       | 4:35         |

| №   | Название                                                                                    | Автор(ы) | Продюсер(ы)                        | Длительность |
| --- | ------------------------------------------------------------------------------------------- | --- | ---------------------------------- | ------------ |
| 1.  | «I Get Money» (Исполняет 50 Cent)                                                           | Кёртис Джексон и Кирк Робинсон | Apex                               | 3:43         |
| 2.  | «Purple Pills» (Исполняет D12)                                                              | Карлайл, Дешон Холтон, Джонсон, Мэтерс, Мур, Портер и Джефф Басс                                                                                | Эминем и Басс[b]                   | 5:04         |
| 3.  | «Lose Yourself» (Исполняет Эминем)                                                          | Мэтерс, Басс и Ресто | Эминем и Басс[b]                   | 5:20         |
| 4.  | «Cry Now (Shady Remix)» (Исполняют Оби Трайса, Kuniva, Bobby Creekwater, Cashis и Stat Quo) | Оби Трайс, Дьюитт Мур, Брайан Джонсон, Джозеф Скотт, Дон Робей, Си. Луис, Ди. Кэмпбелл, Стэнли Бентон, Рэймон Джонсон, Карлайл и Антион Роджерс | Witt & Pep                         | 5:09         |
| 5.  | «Let's Roll» (Исполняют Yelawolf при участии Кида Рока)                                     | Эта, Джимми Джианнос, Доминик Джордан, Дас Симмонс и Джейсон Бойд                                                                               | The Audibles, Mr. Pyro и Эминем[a] | 3:55         |
| 6.  | «Hammer Dance» (Исполняет Slaughterhouse)                                                   | Монтгомери, Бадден, Ортис, Уиклифф, Ана Орельяна, Джонатан Дэвис, Реджинальд Арвизу, Джеймс Шаффер, Дэвид Сильверия и Брайан Уэлч               | AraabMuzik и Эминем[b]             | 4:05         |
| 7.  | «P.I.M.P.» (Исполняет 50 Cent)                                                              | Джексон и Портер | Mr. Porter                         | 4:09         |
| 8.  | «You Don’t Know» (Исполняют Эминем, 50 Cent, Cashis и Ллойд Бэнкс)                          | Мэтерс, Джексон, Кристофер Ллойд, Рамон Джонсон и Ресто                                                                                         | Эминем и Ресто[b]                  | 4:17         |
| 9.  | «My Band» (Исполняет D12)                                                                   | Портер, Мур, Холтон, Карлайл, Руфус Джонсон, Мэтерс, Ресто и Стив Кинг                                                                          | Эминем и Ресто[b]                  | 4:58         |
| 10. | «Wanna Know» (Исполняет Оби Трайс)                                                          | Трайс, Уильям Джонс, Деннис Уэббер и Хейни | Хейни                              | 4:04         |
| 11. | «Wanksta» (Исполняет 50 Cent)                                                               | Джексон и Джон Фриман | J-Praize                           | 3:38         |
| 12. | «The Set Up» (Исполняют Оби Трайс при участии Nate Dogg)                                    | Трайс, Андре Янг, Майк Элизондо и Натаниэль Хейл                                                                                                | Доктор Дре и Майк Элизондо         | 3:13         |
| 13. | «In da Club» (Исполняет 50 Cent)                                                            | Джексон, Янг и Элизондо | Доктор Дре и Элизондо[a]           | 3:13         |
| 14. | «Fight Music» (Исполняет D12)                                                               | Карлайл, Холтон, Руфус Джонсон, Мэтерс, Мур, Портер, Янг и Элизондо                                                                             | Доктор Дре                         | 4:21         |
| 15. | «Pop the Trunk» (Исполняет Yelawolf)                                                        | Эта и Вашингтон | WLPWR                              | 3:48         |

| №   | Название                                              | Автор(ы)                | Продюсер(ы) | Длительность |
| --- | ----------------------------------------------------- | ----------------------- | ----------- | ------------ |
| 16. | «Don't Front» (Исполняют Эминем при участии Buckshot) | Мэтерс и Кеньятта Блейк | Katalyst    | 4:46         |

| №   | Название                                                      | Автор(ы)             | Продюсер(ы)      | Длительность |
| --- | ------------------------------------------------------------- | -------------------- | ---------------- | ------------ |
| 17. | «Lose Yourself» (оригинальная демо-версия) (Исполняет Эминем) | Мэтерс, Басс и Ресто | Эминем и Басс[b] | 3:00         |

Примечания
- ↑  сопродюсер.
- ↑  дополнительный продюсер.

Семплы
- «Shady XV» содержит элементы «My Kinda Lover[англ.]», написанной и исполненной Билли Сквайером. Так же содержит элементы «Fack» и «The Monster» Эминема.
- «Die Alone» интерполирует «Just So You Don’t Die Alone», написанную и исполненную Луисом Ресто[англ.].
- «Down» содержит элементы «Going Down», написанной Доном Никсом[англ.] и исполенной Фредди Кингом.
- «Twisted» содержит элементы «Synthetic Substitution[англ.]», написанной Хербом Руни[англ.] и исполненной Melvin Bliss[англ.].
- «Detroit vs. Everybody» содержит элементы «Funky Drummer[англ.]», написанной и исполненной Джеймсом Брауном, и «Static on the Frequency», написанной Питером Бевериджом, Энди Джеймсом и Джоном Тротти и исполненной Питером Бевериджом.
- «I Get Money» содежрит элементы «Top Billin’[англ.]», написанной Кирком Робинсоном и исполненной Audio Two.
- «Cry Now» содержит элементы «Blind Man», написанной Джозефом Скоттом и Доном Робей[англ.] и исполенной Бобби «Блю» Блэндом.
- «Hammer Dance» содержит элементы «Falling Away from Me», написанной Джонатаном Дэвисом, Реджинальдом Арвизу, Джеймсом Шаффером, Дэвидом Сильверия и Брайаном Уэлчом и исполненной группой Korn.
- «Wanna Know» содержит элементы «It Couldn’t Be Me», написанной Уильямом Джонсом и Деннисом Уэббером и исполенной Power of Zeus.

## Чарты
| Чарт (2014-15)                         | Высшая позиция |
| -------------------------------------- | -------------- |
| Compilation Albums (ARIA)              | 1              |
| Австрия (Ö3 Austria)                   | 13             |
| Бельгия/Фландрия (Ultratop)            | 26             |
| Бельгия/Валлония (Ultratop)            | 68             |
| Канада (Canadian Albums Chart)         | 1              |
| Нидерланды (Album Top 100)             | 75             |
| Франция (SNEP)                         | 32             |
| Германия (Media Control)               | 8              |
| Польша (ZPAV)                          | 38             |
| Швейцария (Schweizer Hitparade)        | 7              |
| Великобритания (UK Compilation Albums) | 5              |
| США (Billboard 200)                    | 3              |
| Compilation Albums (Billboard)         | 1              |
| «Billboard Rap Albums»                 | 1              |

| Чарт (2015)                        | Позиция |
| ---------------------------------- | ------- |
| Canadian Albums (Billboard)        | 32      |
| Billboard 200                      | 104     |
| Top R&B/Hip-Hop Albums (Billboard) | 13      |
| Rap Albums (Billboard)             | 10      |